# Joan Nin i Serra
Joan Antoni Nin i Serra (Vilanova i la Geltrú, 9 juin 1804 – Tortosa, 8 août 1867) est un prêtre, musicologue, compositeur et maître de chapelle catalan.

## Biographie
Il a fait partie l'« escolania » (chorale d'enfants) de la Cathédrale de Barcelone. C'est un élève du maître Ramon Aleix i Batlle, et un ami de Ramón Carnicer et de Ramon Vilanova. Après avoir été ordonné prêtre, il a été maître de chapelle de la Cathédrale de Tortosa de 1824 à 1867, sauf durant la Première Guerre carliste (1833-1839) où il a dû s'exiler en France; de retour en 1841, il a continué à exercer sa charge jusqu'à sa mort. Il a été le professeur du musicien et musicologue Felipe Pedrell (qui le tenait en grande estime et le présentait comme son "unique maître", de Daniel Gavaldà (professeur et pianiste de chambre de la reine Isabelle II) et du fameux organiste Antonio Coscollano.
Nin a composé beaucoup de musique sacrée, comme l'exigeait sa fonction. De plus, il a compilé énormément de musique polyphonique – spécialement du XVIe siècle – issue de la péninsule Ibérique, qu'il a copiée personnellement en 48 volumes, dont 21 nous sont parvenus (conservés à la Biblioteca de Catalunya et à l'Orféo Català). Il s'est également consacré à la collation de chansons populaires. 
Son frère, Francesc Nin i Serra, a été compositeur et violoniste.

## Œuvres
Œuvres de Nin dans la collection Pedrell de la Biblioteca de Catalunya: 
- Salmo 3º de Tercia avec orchestre,
- Laetatus sum pour orchestre,
- Domine ad adjuvandum pour orchestre,
- In exitu à 5 voix,
- Benedictus Dominus Deus à 8,
- Alma à 6,
- Lauda Jerusalem pour orchestre
- Domine,
- Dixit,
- Laudate Dominum per a tiple en 8e
- Gloria laus à 4 voix,
- Popule meus à 8,
- Vexilla Regis à 4 voix en 1e, 2e, 7e et 8e tons,
- Magnificat en 4e, 7e et 3e tons.